# ب.ي.و.ب.
ب.ي.و.ب. (بالإنجليزية: B.Y.O.B.)‏ هي ثاني أغنية تصدر من ألبوم فرقة الميتال الأمريكية سيستم أوف أ داون الرابع مزميرايز وأغنية حاصلة على جائزة غرامي. صدرت الأغنية، مثل سابقتها بوم!، للاحتجاج على قرار شن الحرب على العراق. تعني كلمة ب.ي.و.ب. أحضر قنابلك الخاصة على عكس العبارة المتداولة التي تعني أحضر بيرتك الخاصة في الإشارة إلى أن غزو العراق حفلة أمريكية.
ب.ي.و.ب. متوفرة كمحتوى قابل للتحميل لسلسلة الألعاب روك بند وخاتمة لعبة جولة جيتار هيرو العالمية وثالث الأغاني صعوبة حسب موقع توب-تنز دوت كوم.

## التسمية
تمثل كلمة ب.ي.و.ب. (بالإنجليزية: B.Y.O.B.)‏ اختصارا لعبارة برينغ يور أون بومبس (بالإنجليزية: Bring Your Own Bombs)‏ والتي تعني أحضر قنابلك الخاصة في إشارة إلى عبارة أخرى (بالإنجليزية: Bring Your Own Beverage/Beers/Booze/Burnes)‏، تلفظ برينغ يور أون بفريج/بيرز/بوز/بورنز وتعني أحضر مشروباتك/بيرتك/بوظتك/مشروباتك المنشطة الخاصة، تستعمل في بعض المؤسسات حينما يسمح بإحضار المشروبات الخاصة والتي تختصر أيضا على نفس الشكل (ب.ي.و.ب.).

## الجوائز
- ربحت سيستم أوف أ داون جائزة غرامي سنة 2006 كأفضل أداء هارد روك.[2]
- كانت الأغنية الوحيدة للفرقة التي تصل إلى أحسن 40 أغنية، حينما سجلت المرتبة 27 في بيلبورد هوت 100، في مسيرتها الفنية.
- وصلت الأغنية إلى المرتبة 76 في أحسن 100 ريف حسب توتال غيتار.
- بلغت الأغنية إلى أحسن 40 في عدة لوائح حول العالم بما فيها ألمانيا ونيوزلندا وأستراليا والولايات المتحدة وأحيانا المرتبة الأولى في برامج موسيقى أخرى.
- وصلت الأغنية إلى المرتبة 134 في أحسن 200 أغنية في القرن حسب واي 2 كي أر أو كيو

## لائحة الأغنية

### ب.ي.و.ب. (الأغنية الترويجية)
| #  | عنوان      | كلمات                      | ألحان        | المدة |
| -- | ---------- | -------------------------- | ------------ | ----- |
| 1. | "ب.ي.و.ب." | سيرج تانكيان ودارون ملكيان | دارون ملكيان | 4:15  |
| 2. | "ب.ي.و.ب." | سيرج تانكيان ودارون ملكيان | دارون ملكيان | 4:15  |

### ب.ي.و.ب. (الأغنية المعززة)
| #  | عنوان        | كلمات                      | ألحان                        | المدة |
| -- | ------------ | -------------------------- | ---------------------------- | ----- |
| 1. | "ب.ي.و.ب."   | سيرج تانكيان ودارون ملكيان | دارون ملكيان                 | 4:15  |
| 2. | "فورست"      | سيرج تانكيان               | دارون ملكيان                 |       |
| 3. | "بريزن سونغ" | سيرج تانكيان ودارون ملكيان | دارون ملكيان                 |       |
| 4. | "شوغر"       | سيرج تانكيان               | دارون ملكيان وشافو أودادجيان |       |

- سجلت الأغاني المباشرة مهرجان بيغ داي أوت 2005.

### ب.ي.و.ب. (الأغنية التذكارية)
| #  | عنوان      | كلمات                      | ألحان        | المدة |
| -- | ---------- | -------------------------- | ------------ | ----- |
| 1. | "ب.ي.و.ب." | سيرج تانكيان ودارون ملكيان | دارون ملكيان | 4:15  |
| 2. | "سيغارو"   | سيرج تانكيان ودارون ملكيان | دارون ملكيان | 2:11  |

## كلمات الأغنية
You
WHY THEY ALWAYS SEND THE POOR?
Barbarisms by Barbaras, With pointed heels.
Victorious, victorieas, kneel.
For brand new spankin deals
Marching forward hypocritic
and hypnotic computers.
`
You depend on our protection,
Yet you feed us lies from the table cloth.
Lalalalala...ouu...
Everybody’s going to the party have a real good time.
Dancing in the desert blowing up the sunshine.
kneeling roses disappearing,
into Moses’ dry mouth,
breaking into Fort Knox,
stealing our intentions,
Hangars sitting dripped in oil,
Crying FREEDOM!
Handed to obsoletion,
Still you feed us lies from the table cloth.
Lalalalala...ouu...
Everybody’s going to the party have a real good time.
Dancing in the desert blowing up the sunshine.
Everybody’s going to the party have a real good time.
Dancing in the desert blowing up the sunshine.
Blast off, its Party time,
And we don't live in a facist nation
Blast off, its party time,
And where the ... are you?
Where the... are you?
Where the... are you?
Why don’t presidents fight the war?
Why do they always send the poor?
Why don’t presidents fight the war?
Why do they always send the poor?
Why do they always send the poor?
Why do they always send the poor?
WHY DO THEY ALWAYS SEND THE POOR?
Kneeling roses disappearing,
into Moses’ dry mouth,
breaking into Fort Knox,
stealing our intentions,
Hangars sitting dripped in oil,
Crying FREEDOM!
Handed to obsoletion,
Still you feed us lies from the tablecloth.
Lalalalala...ouu...
Everybody’s going to the party have a real good time.
Dancing in the desert blowing up the sunshine.
Everybody’s going to the party have a real good time.
Dancing in the desert blowing up the sun...
Where the... are you!
Where the... are you!
Why don’t presidents fight the war?
Why do they always send the poor?
Why don’t presidents fight the war?
Why do they always send the poor?
Why do they always send the poor?
Why do they always send the poor?
Why, do, they always send the poor?
Why, do, they always send the poor?
Why, do, they always send the poor?
They always send the poor
أنت
لماذا يرسلون دائما الفقراء
البربرية من البرابرة
وكعوب مشيرة
منتصرين، راكعين ركوع الانتصار
من أجل إبرام صفقات جديدة رائعة
سائرين نحو الأمام نقافي
وننوم الحواسيب
تعتمدون على حمايتنا لكم
حتى تشبعونا أكاذيب من مفرش المائدة
لا لا لا أووو
الجميع ذاهب إلى الحفلة ليحظى بوقت جيد
راقصا في الصحراء مفجرا الشمس المشرقة
الورود الراكعة تختفي
في فم موسيس الجاف
تتحطم في فورت نوكس
لسرقة نوايانا
تجلس الحظائر مغمرة بالنفط
وتصرخ "الحرية"
مسـَلـّمين إلى نسياننا
لا زلتم تشبعونا أكاذيب من مفرش المائدة
لا لا لا أووو
الجميع ذاهب إلى الحفلة ليحظى بوقت جيد
راقصا في الصحراء مفجرا الشمس المشرقة
الجميع ذاهب إلى الحفلة ليحظى بوقت جيد
راقصا في الصحراء مفجرا الشمس المشرقة
وقع انفحار، إنه وقت الاحتفال
ونحن لا نعيش في دولة فاشية
وقع انفحار، إنه وقت الاحتفال
وأين نت؟
أين نت؟
أين نت؟
لماذا لا يخوض الرؤساء الحروب؟
لماذا يرسلون دائما الفقراء؟
لماذا لا يخوض الرؤساء الحروب؟
لماذا يرسلون دائما الفقراء؟
لماذا يرسلون دائما الفقراء؟
لماذا يرسلون دائما الفقراء؟
لماذا يرسلون دائما الفقراء؟
الورود الراكعة تختفي
في فم موسيس الجاف
تتحطم في فورت نوكس
لسرقة نوايانا
تجلس الحظائر مغمرة بالنفط
وتصرخ "الحرية"
مسـَلـّمين إلى نسياننا
لا زلتم تشبعونا أكاذيب من مفرش المائدة
لا لا لا أووو
الجميع ذاهب إلى الحفلة ليحظى بوقت جيد
راقصا في الصحراء مفجرا الشمس المشرقة
الجميع ذاهب إلى الحفلة ليحظى بوقت جيد
راقصا في الصحراء مفجرا الشمس
أين نت؟
أين نت؟
لماذا لا يخوض الرؤساء الحروب؟
لماذا يرسلون دائما الفقراء؟
لماذا لا يخوض الرؤساء الحروب؟
لماذا يرسلون دائما الفقراء؟
لماذا يرسلون دائما الفقراء؟
لماذا يرسلون دائما الفقراء؟
لماذا يرسلون دائما الفقراء؟
لماذا يرسلون دائما الفقراء؟
لماذا يرسلون دائما الفقراء؟
إنهم يرسلون فقط الفقراء
إنهم يرسلون فقط الفقراء 

## وصلات خارجية
- استمع إلى ب.ي.و.ب. في موقع الفرقة الرسمي
- الفيديو الرسمي لب.ي.و.ب. على يوتيوب